# Le Granit
Le Granit est une municipalité régionale de comté (MRC) du Québec (Canada) dans la région de l'Estrie. Son chef-lieu est Lac-Mégantic. Situé au sud-est du Québec, il est bordé par l’état du Maine.

## Géographie

### Entités territoriales
La MRC est constituée de dix-neuf municipalités locales.
| Nom                      | Statut                   | Population 2021 | Superficie (km2) | Densité (h/km2) | Ref. |
| ------------------------ | ------------------------ | --------------- | ---------------- | --------------- | ---- |
| Audet                    | Municipalité             | 708             | 134              | 5,28            |      |
| Frontenac                | Municipalité             | 1 811           | 244,6            | 7,4             |      |
| Lac-Drolet               | Municipalité             | 1 067           | 128,2            | 8,32            |      |
| Lac-Mégantic             | Ville                    | 5 747           | 25,18            | 228,24          |      |
| Lambton                  | Municipalité             | 1 630           | 124,7            | 13,07           |      |
| Marston                  | Municipalité de canton   | 777             | 78,7             | 9,87            |      |
| Milan                    | Municipalité             | 318             | 130,8            | 2,43            |      |
| Nantes                   | Municipalité             | 1 388           | 120,5            | 11,52           |      |
| Notre-Dame-des-Bois      | Municipalité             | 1 028           | 192,1            | 5,35            |      |
| Piopolis                 | Municipalité             | 398             | 111,7            | 3,56            |      |
| Saint-Augustin-de-Woburn | Municipalité de paroisse | 667             | 284,1            | 2,35            |      |
| Saint-Ludger             | Municipalité             | 1 074           | 128,7            | 8,34            |      |
| Saint-Robert-Bellarmin   | Municipalité             | 529             | 237,8            | 2,22            |      |
| Saint-Romain             | Municipalité             | 711             | 116              | 6,13            |      |
| Saint-Sébastien          | Municipalité             | 692             | 91,98            | 7,52            |      |
| Sainte-Cécile-de-Whitton | Municipalité             | 853             | 149,4            | 5,71            |      |
| Stornoway                | Municipalité             | 535             | 184,6            | 2,9             |      |
| Stratford                | Municipalité de canton   | 1 036           | 139,5            | 7,43            |      |
| Val-Racine               | Municipalité             | 183             | 118,6            | 1,54            |      |
| Total                    | Total                    | 21 948          | 2 831,8          | 7,75            |      |

## Démographie
| 1986   | 1991   | 1996   | 2001   | 2006   | 2011   | 2016   | 2021   |
| ------ | ------ | ------ | ------ | ------ | ------ | ------ | ------ |
| 20 782 | 20 993 | 21 287 | 21 830 | 22 342 | 22 210 | 21 462 | 21 948 |

## Administration

### Liste des directeurs généraux
- 1982-2016 : Serge Bilodeau
- 2016-présent : Sonia Cloutier